# Azcamellas
Azcamellas es una localidad española del municipio de Medinaceli, perteneciente a la provincia de Soria, en la comunidad autónoma de Castilla y León.

## Geografía
Está ubicada en el partido judicial de Almazán y en la comarca de Arcos de Jalón.

## Historia
A mediados del siglo XIX, el lugar, por entonces una aldea con ayuntamiento propio, tenía contabilizada una población de 62 habitantes. La localidad aparece descrita en el tercer volumen del Diccionario geográfico-estadístico-histórico de España y sus posesiones de Ultramar de Pascual Madoz de la siguiente manera:

AZCAMELLAS: ald. con ayunt. de la prov. y adm. de rent. de Soria (14 leg.), part. jud. de Medinaceli (1), aud. terr.y c. g. de Búrgos (34), dioc. de Sigüenza (4): sit. en un valle por el que corren 2 riach. y batida por los vientos N. y O., su clima es destemplado: fórmanla 15 casas de mala construccion y bajas, distribuidas en 2 calles; la de ayunt., cuya sala sirve tambien de escuela, á la que concurren 7 niños de ambos sexos, bajo la direccion del sacristan que por estos conceptos y el de secretario percibe 24 fan. de trigo y 25 rs. pagados por reparto vecinal; y 1 igl. parr. muy reducida y en mal estado, dedicada á Sta. Agueda: confina el térm. al N. con el Medinaccli; al S. con el de Benamira; al E. con el de Arbujuelo, y al O. con el de Fuencaliente y Esteras, eslendiéndose á 1/4 de leg. en todas direcciones; en él se encuentra 1 fuente de agua salobre; y á 300 pasos de la pobl. el cementerio en parage que no daña á la salud pública: el terreno es poco fértil y de secano, pues no se aprovechan las aguas de los riach.; hay en cultivo 1,000 fan. y 300 de prado; las 760 gredosas y de segunda calidad; y las 640 arenosas ó de tercera: sus caminos son de pueblo á pueblo, todos de herradura: la correspondencia la recibe en Medinaceli: prod. trigo, cebada, centeno, paja y yerba; hay ganado lanar, de cerda para el consumo de algunos vec.; y mular, caballar, asnal y vacuno el puramente necesario para la agricultura: no hay ind. alguna, y el comercio está reducido á la esportacion de los frutos sobrantes para el mercado de Medinaceli: pobl. 15 vec. 62 alm.: cap. prod. 22,544 rs. 16 mrs.: imp. 10,622 contr. 1,124: el presupuesto municipal que asciende á 400 reales se cubre con los prod. de 1 heredad de propios, y los de la rastrojera; y si hay déficit, por reparto entre los vecinos.
(Madoz, 1846, p. 210)